# Яллоу, Усман
Усман Яллоу (англ. Ousman Jallow; род. 21 октября 1988[…], Банжул) — гамбийский футболист, нападающий.

## Клубная карьера
Футбольную карьеру начал в 2004 году в составе гамбийского клуба «Уоллидан». В 2005 году перешел в эмиратский «Аль-Айн». В 2006 году был арендован марокканским клубом «Раджа». В 2008 году подписал контракт с датским «Брондбю». В 2011 году переходит в турецкий «Ризеспор». В 2015 году играл за финский ХИК.

## Карьера в сборной
В 2008 году дебютировал в составе национальной сборной Гамбии.